# Latarnia morska na Nosy Alanana
Latarnia morska na Nosy Alanana (fr. Phare de l'Île aux Prunes) – znak nawigacyjny w postaci wieży znajdujący się u na wyspie Nosy Alanana we wschodniej części Madagaskaru, na zachodnim wybrzeżu Oceanu Indyjskiego. Ma wysokość 60 metrów, dzięki czemu jest najwyższą tego typu budowlą w Afryce przewyższając o 1 m latarnię morską w Port Said i 30. najwyższym obiektem na świecie wybudowanym w celu nawigacji morskiej.
Latarnia morska o konstrukcji betonowej została uruchomiona w 1932. W większości pomalowana jest na biało z górną częścią wraz z galerią w kolorze czarnym. Światło latarni, usytuowane 60 m n.p.m., nadaje 3 białe błyski co 5 sekund w odstępie 25 sekund. Zasięg światła wynosi 23 mil morskich.
Na Nosy Alanana, wyspę położoną około 16 km na północny wschód od Toamasiny można dotrzeć jedynie łodzią. Nie istnieje możliwość zwiedzania latarni.